# اندیس میلاکوه۱
میلاکوه۱ یک اندیس فلزی است که در حوالی شهر بهشهر استان سمنان قرار دارد و مادهٔ معدنی موجود در آن، سرب است.  در این اندیس، پاراژنز‌های فلورین یافت می‌شوند.